# Печёнкин, Евгений Иванович
Евгений Иванович Печёнкин (род. 1955) — квартирный аферист, действовавший в нескольких российских регионах. В 1998 году приговорён к 9,5 годам за мошенничество в особо крупных размерах. 31 декабря 2000 года устроил побег из исправительной колонии. В 2003 году был осуждён за побег. Освобождён в 2013 году.

## Биография
Родился в 1955 году. Получил два высших технических образования.
В 1992 году создал фирму «Капля» для продажи квартир в рассрочку. Своим жертвам предлагал оформить покупку не принадлежавших ему квартир в строившихся жилых домах с условием первоначального взноса в 20 % от всей стоимости. Остальную часть средств можно было вносить в рассрочку в течение 15 лет. Размер ущерба от преступных действий составил 1 млрд 200 млн неденоминированных рублей, которые в ходе следствия так и не были обнаружены.
В 1998 году он был приговорён к 9,5 лет за мошенничество в особо крупных размерах. Отбывал срок в колонии общего режима УФ-91/3 (исправительная колония № 3) в Первомайском районе Новосибирска.

### Побег
Из колонии Печёнкин смог организовать побег. Для его реализации заключённый сумел убедить руководство исправительного учреждения в необходимости реставрировать старый барак, который находился недалеко от лагеря (по другим данным велось строительство общежития для осуждённых). В помощь ему выделили бригаду из 120 заключённых.
В августе 2000 года он начинает копать тоннель для побега из подсобного помещения с земляным полом. Во время продвижения подкопа Печёнкин с помощью мастерка проделывал вентиляционные отверстия, для предотвращения обвалов укреплял тоннель фанерными щитами, а также провел в лаз электрическое освещение. Каждый метр прорытого тоннеля он отмечал мелом. Во время замены в колонии теплотрассы, когда появились большие земляные отвалы, Печёнкин начал выносить землю в мешках для картофеля. Под землю заключённый проникал после завтрака, а на поверхность выходил лишь к вечерней поверке или ужину. Ко времени наступления холодов рыть подкоп в одиночку стало труднее, в итоге злоумышленник подключил к своей работе разнорабочих 29-го отряда Павла Котовщикова и Владимира Пименова, пообещав их в будущем «трудоустроить на высокооплачиваемую работу», если они окажутся на свободе.

В конце декабря 2000 года 113-метровый тоннель был готов. 31 декабря вечером он сбежал из колонии один, не взяв с собой соучастников.
Ушел я очень красиво. 31 декабря последний раз побывал в бараке, принял зековский душ, взял чемоданчик с гражданской одеждой и через считанные минуты уже ловил такси. А новый 2001 год я встречал в вагоне-ресторане фирменного поезда в компании новых знакомых.
После обнаружения исчезновения одного из осуждённых была объявлена тревога, а новосибирской милиции направлено сообщение о побеге заключённого. В городе был введён план-перехват. При обследовании лесополосы к северу от исправительного учреждения был обнаружен свежевырытый лаз, который вёл в сторону колонии.

### «Волга-Север»
После побега Печёнкин переехал в Ульяновск, где устроился на один из заводов под именем Юрия Малахова. При устройстве на работу рассказал, что переехал из Новосибирска, так как не смог больше жить в этом городе после трагической гибели его жены и детей. На предприятии он зарекомендовал себя хорошим специалистом, однако несколько месяцев спустя уволился, а также уговорил еще нескольких рабочих подать заявления об уходе, пообещав вместе с ними организовать ипотечный бизнес.
В итоге в Ульяновске аферист создал компанию «Волга-Север». Фирма возила своих вкладчиков на строительные площадки для ознакомления с квартирами, не имевшими никакого отношения к Малахову, который к тому же через несколько месяцев исчез вместе с двумя миллионами рублей своих клиентов. Мобильный телефон Малахова был недоступен, а офис закрыт. После взлома его кабинета оперативные органы обнаружили вскрытую бутылку водки с отпечатками пальцев, по которым удалось обнаружить, что под именем Юрия Малахова на самом деле скрывался Евгений Печёнкин, находившийся в розыске за побег.

### «Инвест-Волга-Север»
После махинаций в Ульяновске злоумышленник объявился в Волгограде, где создал очередную фирму ООО «Инвест-Волга-Север», став её генеральным директором и учредителем под именем Сергей Иванович Петров. 11 октября 2002 года Печёнкин был задержан, после чего отправлен из Волгограда в Новосибирск.

### Новый срок
В феврале 2003 года в колонии общего режима УФ 91/3 было рассмотрено дело Печёнкина. Судья назначил подсудимому два с половиной года лишения свободы за побег, к этому сроку были также добавлены семь лет, которые он не успел отбыть во время первого заключения. В период нахождения в колонии получил юридическое образование. Освободился в 2013 году.

### Конфликт из-за недвижимости в Новосибирске
Ещё до заключения в исправительную колонию Печёнкину принадлежало трёхэтажное здание в Кировском районе на Гэсстроевской улице, но два верхних этажа у него отсудил обманутый вкладчик, после чего продал их Наталье Русовой, предпринимательнице, которая устроила на первом этаже кондитерское производство, а второй приспособила под квартиру. Однако владельцем подвального помещения остался Печёнкин. После освобождения в 2013 году он предпринял попытки договориться с Русовой о его продаже за 3 млн рублей. Данная сумма не устроила женщину, так как она считала, что максимальная стоимость подвала — 500 000 рублей. Тогда Печёнкин организовал здесь пункт приёма стеклотары.

В подвале он открыл пункт приёма стеклопосуды, и теперь у нас перед домом все время ходят бомжи.— Наталья Русова
Впоследствии Печёнкин перекрыл водопровод с канализацией, создав невозможные условия для работы кондитерского цеха. Свои действия он аргументировал тем, что его подвал затапливало по вине предприятия, поэтому «отключение было вынужденной мерой».

## В документальных фильмах
Евгению Печёнкину посвящён документальный фильм «Чёрный маклер» телепроекта Пятого канала «Вне закона. Реальные расследования».